# Biến dạng nhận thức
Một biến dạng nhận thức là một kiểu suy nghĩ cường điệu hoặc phi lý liên quan đến sự khởi phát và duy trì các trạng thái tâm lý, đặc biệt là những người bị ảnh hưởng nhiều hơn bởi các yếu tố tâm lý xã hội, chẳng hạn như trầm cảm và lo lắng. Bác sĩ tâm thần Aaron T. Beck đã đặt nền móng cho việc nghiên cứu những biến dạng này và sinh viên David D. Burns tiếp tục nghiên cứu về chủ đề này. Burns, trong The Feeling Good Handbook  (1989), đã mô tả các giai thoại cá nhân và chuyên nghiệp liên quan đến các biến dạng nhận thức và việc loại bỏ chúng.
Những biến dạng nhận thức là những suy nghĩ khiến các cá nhân nhận thức thực tế không chính xác. Theo mô hình nhận thức của Beck, một cái nhìn tiêu cực về thực tế, đôi khi được gọi là lược đồ tiêu cực (I hay schemata), là một yếu tố trong các triệu chứng rối loạn chức năng cảm xúc và sức khỏe chủ quan kém hơn. Cụ thể, kiểu suy nghĩ tiêu cực gây ra cảm xúc tiêu cực. Trong hoàn cảnh khó khăn, những suy nghĩ lệch lạc này có thể góp phần vào một cái nhìn tiêu cực về thế giới và trạng thái tinh thần trầm cảm hoặc lo lắng.
Thách thức và thay đổi các biến dạng nhận thức là một yếu tố chính của liệu pháp hành vi nhận thức (CBT).

## Lịch sử
Năm 1972, bác sĩ tâm thần, nhà phân tâm học và học giả trị liệu nhận thức Aaron T. Beck đã xuất bản Depression: Causes and Treatment.  Ông không hài lòng với cách điều trị trầm cảm của Freud thông thường, bởi vì không có bằng chứng thực nghiệm nào cho sự thành công của phân tâm học Freud. Cuốn sách của Beck cung cấp một mô hình lý thuyết toàn diện và được hỗ trợ theo kinh nghiệm cho bệnh trầm cảm. Nguyên nhân, triệu chứng và phương pháp điều trị tiềm năng của nó. Trong Chương 2, có tiêu đề "Triệu chứng trầm cảm", ông đã mô tả "các biểu hiện nhận thức" của trầm cảm, bao gồm tự đánh giá thấp, kỳ vọng tiêu cực, tự trách và tự phê bình, thiếu quyết đoán và làm biến dạng hình ảnh cơ thể.
Năm 1980 Burns xuất bản cuốn Feeling Good: The New Mood Therapy  (với lời tựa của Beck), và chín năm sau The Feeling Good Handbook, cả hai đều được xây dựng dựa trên tác phẩm của Beck.